# Alcazaba

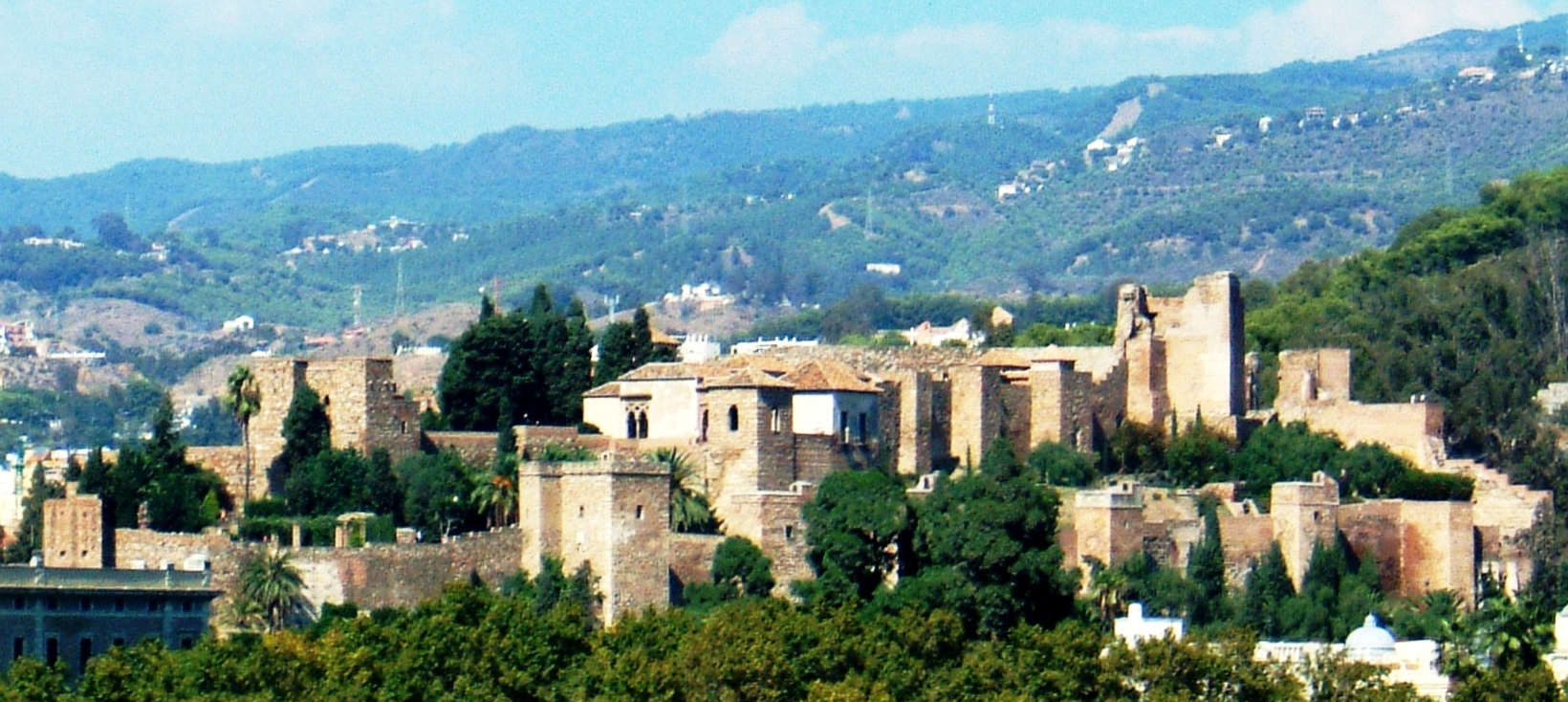
Alcazaba di Malaga

Il termine spagnolo alcazaba e l'equivalente portoghese alcáçova (derivanti dall'espressione in arabo  قصبة‎?, qasaba o al-qaṣba, ossia "cittadella") indicano un recinto fortificato all'interno di una città cinta di mura, la cui funzione era quella di difesa militare.
Nel sud della Spagna sono presenti diverse alcazaba, costruite per la diretta influenza araba, la più importante delle quali è quella di Malaga.
Altre alcazaba presenti sono quelle di Almería, di Antequera, di Badajoz, di Granada, di Guadix e di Mérida.